# إيما أبوت
إيما أبوت (بالإنجليزية: Emma Abbott) (و. 1850 – 1891 م) هي ممثلة، ورائدة، وموسيقية، ومغنية، ومغنية أوبرا، وممثلة مسرحية أمريكية، ولدت في شيكاغو، توفيت في سولت ليك سيتي، عن عمر يناهز 41 عاماً، بسبب ذات الرئة.